# Music in a Doll’s House
Music in a Doll’s House — дебютный студийный альбом британской рок-группы Family, записанный в лондонской студии Olympic в период с декабря 1967 по начало 1968 года и выпущенный звукозаписывающим лейблом Reprise Records 16 июля 1968 года.
В 1996 году лейбл See for Miles Records выпустил двойной CD, содержащий Music in a Doll’s House вместе со следующим альбомом Family Entertainment, а также предшествующий им первый сингл группы «Scene Through the Eye of a Lens»/«Gypsy Woman».

## Об альбоме
Первоначально планировалось, что продюсером будет Джимми Миллер, но он был занят работой над альбомом Beggars Banquet группы The Rolling Stones, и в итоге продюсером стал Дэвид Мэйсон, участник группы Traffic. Мэйсон также принял участие в записи этого альбома и написал для него одну композицию.
В том же году The Beatles планировали выпустить двойной диск под названием A Doll’s House, но после выхода альбома Family с похожим названием они решили назвать его просто The Beatles.

## Список композиций
Слова и музыка всех песен — Джон «Чарли» Уитни и Роджер Чепмен, если не указано иное.
| №  | Название                                      | Автор(ы)    | Длительность |
| -- | --------------------------------------------- | ----------- | ------------ |
| 1. | «The Chase»                                   |             | 2:16         |
| 2. | «Mellowing Grey»                              |             | 2:49         |
| 3. | «Never Like This»                             | Дэйв Мэйсон | 2:20         |
| 4. | «Me My Friend»                                |             | 2:00         |
| 5. | «Variation on a Theme of „Hey Mr. Policeman“» |             | 0:25         |
| 6. | «Winter»                                      |             | 2:26         |
| 7. | «Old Songs for New Songs»                     |             | 4:18         |
| 8. | «Variation on a Theme of „The Breeze“»        |             | 0:39         |

| №  | Название                                 | Автор(ы)                                    | Длительность |
| -- | ---------------------------------------- | ------------------------------------------- | ------------ |
| 1. | «Hey Mr. Policeman»                      | Джон «Чарли» Уитни, Рик Греч, Роджер Чепмен | 3:14         |
| 2. | «See Through Windows»                    |                                             | 3:44         |
| 3. | «Variation on a Theme of „Me My Friend“» | Джон «Чарли» Уитни                          | 0:22         |
| 4. | «Peace of Mind»                          |                                             | 2:26         |
| 5. | «Voyage»                                 |                                             | 3:31         |
| 6. | «The Breeze»                             |                                             | 2:52         |
| 7. | «3 x Time»                               |                                             | 3:51         |

## Участники записи
Family:
- Роджер Чепмен — вокал, гармоника, саксофон
- Джон «Чарли» Уитни — гитары
- Джим Кинг — саксофоны, вокал, гармоника
- Рик Греч — бас-гитара, вокал, скрипка, виолончель
- Роберт Таунсенд — ударные, перкуссия

Приглашённые музыканты:
- Дэйв Мэйсон — меллотрон